# Inčukalns
El municipi d'Inčukalns (en letó: Inčukalna novads) és un dels 110 municipis de la República de Letònia, que es troba localitzat al centre del país bàltic, i que té com a capital la localitat d'Inčukalns. El municipi va ser creat l'any 2006 després de la reorganització territorial.

## Ciutats i zones rurals
- Inčukalna pagasts (zona rural)
- Vangaži (ciutat)

## Població i territori
La seva població està composta per un total de 8.504 persones (2009). La superfície del municipi té uns 112,2 kilòmetres quadrats, i la densitat poblacional és de 75,79 habitants per kilòmetre quadrat.